# Gaio Valerio Flacco (poeta)
Gaio Valerio Flacco Balbo Setino, noto semplicemente come Valerio Flacco (latino: C. Valerius Flaccus Balbus Setinus; ... – tra l'89 e il 92), è stato un poeta romano e uno dei principali esponenti della poesia epica dell'età flavia, assieme a Silio Italico e a Publio Papinio Stazio.
Fu autore di un poema epico in esametri, intitolato Argonautica (Le Argonautiche), rimasto bruscamente interrotto all'VIII libro.

## Biografia
Della vita di Valerio Flacco si sa molto poco: sicuramente era membro della gens patrizia dei Valerii e l'ultimo membro a noi noto del ramo dei Valerii Flacci. In uno dei manoscritti vaticani è identificato anche come Setino Balbo, il che farebbe dedurre le sue origini presso Setia (l'attuale Sezze) nel Latium. Dal contenuto nel proemio del poema, inoltre, tradizionalmente si ritiene che Flacco fosse membro del collegio dei quindici, guardiani dei libri sibillini.
Una possibile menzione è quella di Marziale, che in uno dei suoi Epigrammi si rivolge all'amico Flacco, nativo della "città di Antenore" (ossia di  Patavium, l'attuale Padova) e poeta. Tuttavia, l'identificazione di questo Flacco con l'autore degli Argonautica non è certa: se il secondo era davvero membro del collegio dei quindici doveva essere evidentemente agiato, mentre il Flacco di Marziale si trova in ristrettezze economiche.
L'unica testimonianza contemporanea sicuramente riferita a Flacco è quella di Quintiliano, che nell'Institutio oratoria ne lamenta la prematura e recente scomparsa come una grande perdita; poiché Quintiliano terminò l'Institutio oratoria nel 96 dopo Cristo, si deduce che la sua morte debba essere avvenuta poco tempo prima.

## Argonautica

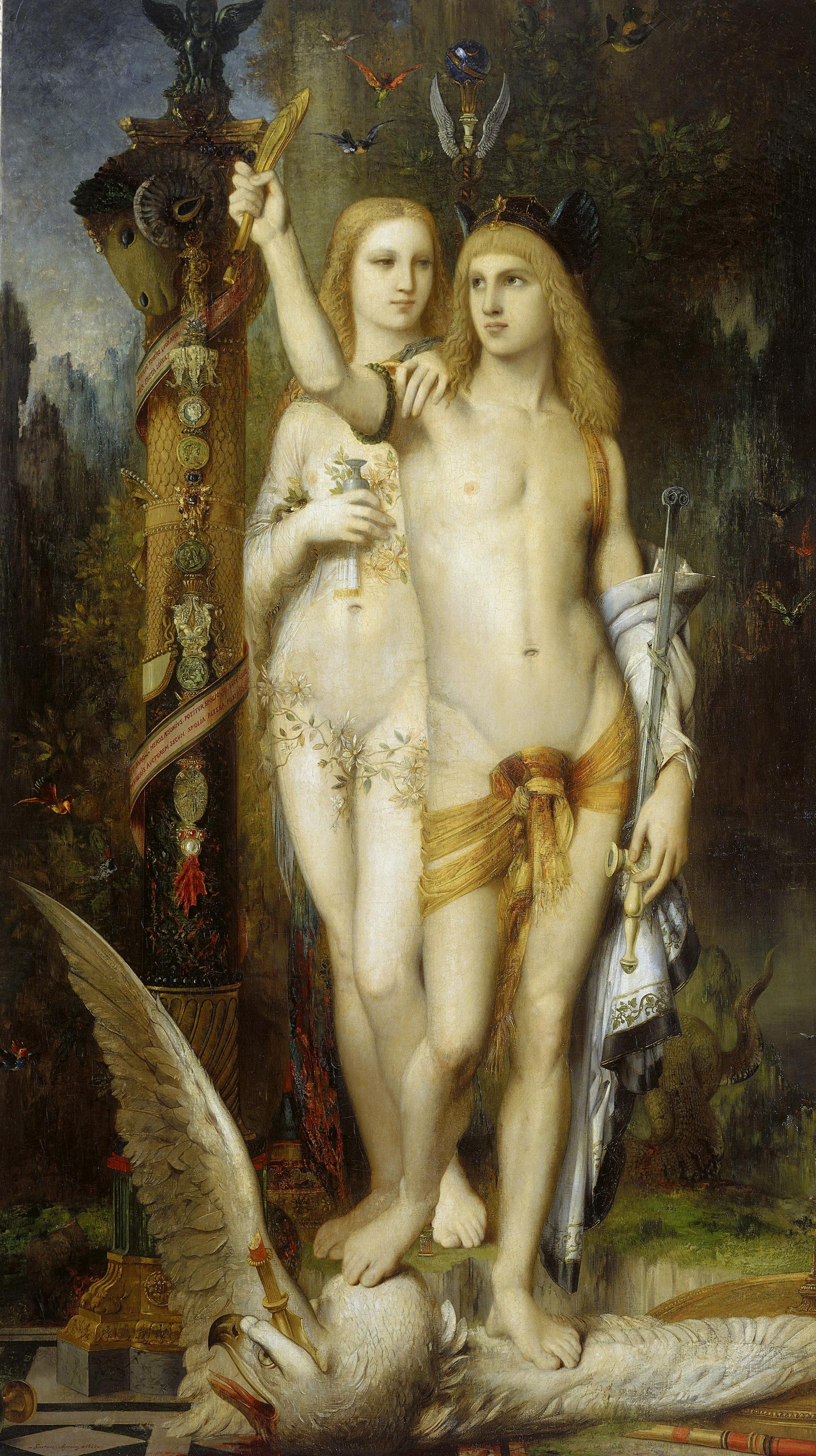
Giasone e Medea, protagonisti degli Argonautica di Valerio Flacco. Dipinto del 1865 di Gustave Moreau.

L'unica opera che abbiamo, gli Argonautica, dedicata a Vespasiano per le sue conquiste in Britannia, fu scritta in parte durante la vittoria sui Giudei, o poco più tardi la distruzione di Gerusalemme da parte di Tito avvenuta nel 70. Pare, dai cenni nel testo sull'eruzione del Vesuvio del 79, e dai riferimenti ad altri avvenimenti successivi, che la stesura del poema abbia tenuto occupato l'autore molto a lungo; alcuni studiosi parlano di due decenni.
Gli Argonautica sono un poema epico in otto libri sulla conquista del vello d'oro. Il poema ci è stato tramandato molto frammentato, e finisce bruscamente con la richiesta di Medea di accompagnare Giasone nel suo viaggio verso casa. Non si sa esattamente se l'ultima parte dell'opera è andata perduta o se non fu scritta affatto. Le Argonautiche sono una libera imitazione e in parte rielaborazione del lavoro omonimo (gr. Ἀργοναυτικά) di Apollonio Rodio, già famoso presso i Romani nella versione e adattamento di Publio Terenzio Varrone Atacino. L'oggetto dell'opera è la glorificazione di Vespasiano per aver reso più sicuro l'Impero romano alla frontiera britannica e per avere favorito i viaggi nell'Oceano (allo stesso modo in cui il Ponto eusino fu aperto dalla nave Argo).
Molti hanno stimato positivamente lo stile di Flacco, e alcuni critici hanno sottolineato la sua vivacità nelle descrizioni e la sua sensibilità e intuito psicologico nella resa dei personaggi con i loro caratteri e affetti, ad esempio di Medea. La sua espressione è pura, il suo stile corretto, i suoi versi sono lineari, sebbene monotoni. D'altro canto, egli manca di originalità, e la sua poetica, sebbene libera da grandi difetti, appare artificiosa e troppo elaborata. Il suo modello, anche per quanto riguarda la concezione dell'esistenza, fu Virgilio, a cui egli fu molto inferiore in gusto e lucidità. Le sue esagerazioni retoriche lo rendono difficile da leggere, il che fa comprendere la sua impopolarità nei tempi antichi. Nel Medioevo l'opera, non più letta, fu dimenticata.